# Palmitate d'ascorbyle
Le palmitate d'ascorbyle est un composé chimique de formule C22H38O7. Il s'agit d'un ester d'acide ascorbique et d'acide palmitique donnant une forme liposoluble de vitamine C. Il est également utilisé comme additif alimentaire antioxydant de numéro E 304. Son utilisation est autorisée au sein de l'Union européenne, des États-Unis, de l'Australie et de la Nouvelle-Zélande.